# Гибридные существа

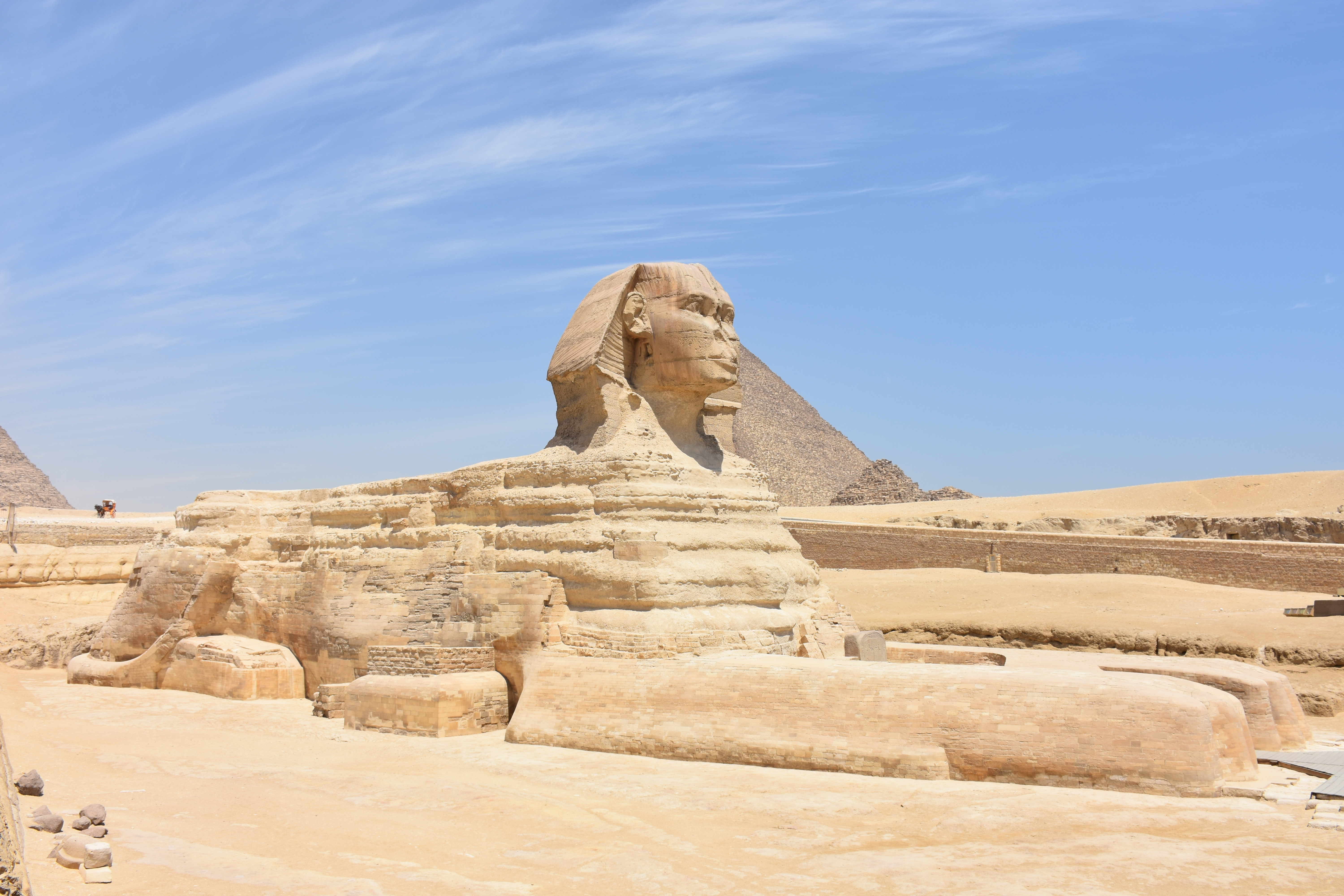
Сфинкс в Гизе — древнейшая сохранившаяся на Земле монументальная скульптура. Ок. 2575—2465 годы до н. э.

Гибридные/диморфные/полиморфные существа — персонажи мифов, сказок, легенд, сочетающие в своём облике черты различных существ; в случае сочетания антропоморфных и зооморфных черт называются полулю́ди. Известны практически во всех древних и традиционных культурах. В полиморфных образах человеческая фантазия объединяла важнейшие черты исходных животных, создавая множество вымышленных существ различной степени популярности. Местом обитания таких существ часто указывались малодоступные местности на границе цивилизации — пустыни, вершины гор, леса, моря и т. п., а также дальние страны, с жителями которых у данного народа практически не было контактов.

## В мифологии

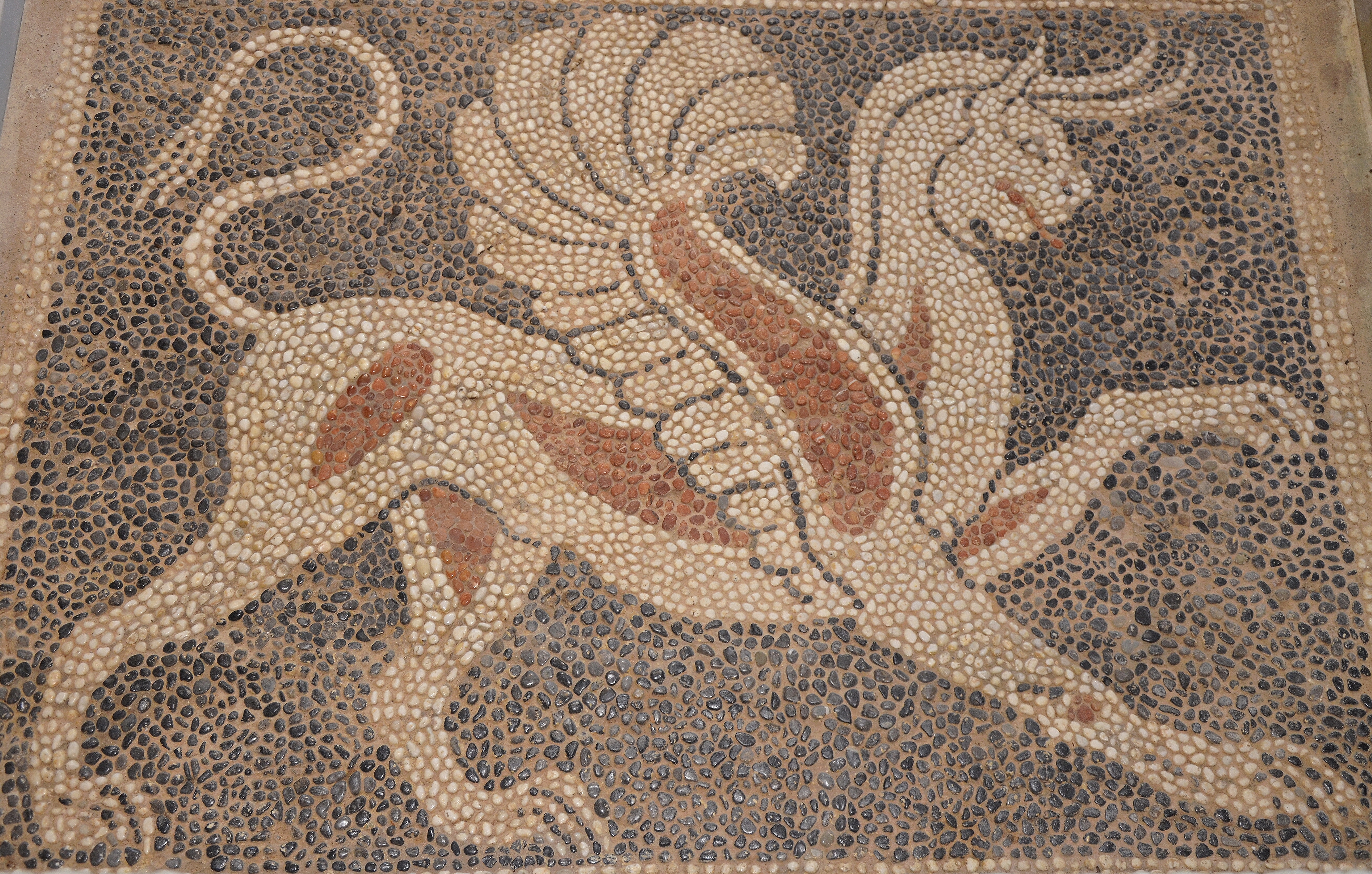
Грифон. Мозаичный пол второй половины IV века до н. э.

Изображения полулюдей-полуживотных часто встречается в культуре первобытных народов.
В Месопотамии было создано множество полиморфных животных. Для их создания часто использовали голову и когти льва, головы или хвосты ядовитых змей, различные атрибуты хищных птиц. В месопотамской мифологии известны гибриды львов с хищными птицами, другими животными и человеком: «вавилонские драконы» Сируши или Мухшуши, крылатые быки с человеческими головами Карубу, охранители врат шеду (ламмассу), изображавшийся как крылатый лев бог войны Нинурта. Имеются в Двуречье и изображения кентавров, причём крылатых. Существовало разделение терминов для полиморфных существ на ходящих на двух и на четырёх ногах.
В Древнем Египте возникли образы льва с человеческой (иногда соколиной или бараньей) головой — сфинкса; совмещающей черты крокодила, льва и гиппопотама богини (чудовища) Амат. Как гибриды животных и людей часто представлялись египетские боги: Тот с головой ибиса, Хатхор с головой коровы, Хнум и Херишеф с головами баранов, Собек с головой крокодила, Анубис с головой шакала, Хор с головой сокола или ястреба. Фараоны также изображались как животные (сокол, змея, лев) с человеческой головой.
В древнегреческой мифологии было обилие гибридов людей и животных: люди-кони кентавры; человек с головой быка Минотавр; козлоподобные существа сатиры и силены; змееподобные гиганты, Тифон и Ехидна, змееволосые горгоны; собакоголовые люди; грифоны с туловищем льва, головой хищной птицы (иногда головой льва), орлиными крыльями и когтями, часто с рогами; ставшие у греков крылатыми сфинксы; гибриды льва, человека и скорпиона — мантикоры; химеры с головой и шеей льва, туловищем козы, хвостом в виде змеи; полуптицы-полуженщины или полурыбы-полуженщины сирены; крылатый конь пегас. Для греческой мифологии характерно, что чем больше в смешанном существе человеческого, тем лучше оно относится к людям. Многие греческие образы перешли в римскую мифологию, а в дальнейшем стали известны по всей Европе.
В западносемитской мифологии имелись следующие полиморфные существа: крылатые мужские и женские антропоморфные существа, человекоподобные существа с головами ястребов и баранов, сфинксы, грифоны, гибриды на основе льва, рогатые существа.
В индийской мифологии есть бог с головой слона Ганеша.
В Средние века образы крылатых хищников были распространёны на Среднем Востоке, на Кавказе, в Византии, на Руси, на Балканах, в Западной Европе — Сенмурв, Симург, Симаргл, птица Саена. Иногда этот образ дополнялся и рыбьим хвостом, объединяя таким образом три стихии.
Гибриды человека и разных видов животных часто использовались в Средневековье для изображения демонов: это были гибриды с собакой, вепрем, козлом, тельцом, обезьяной, волком, котом, медведем, вороном, коршуном, нетопырем и другими животными.
В фольклоре африканеров известно чудовище Грутсланг (африк. и нидерл. Grootslang —
«большой змей»), один из вариантов описания которого представляет его как гибрид слона и гигантской змеи.

### В славянской мифологии

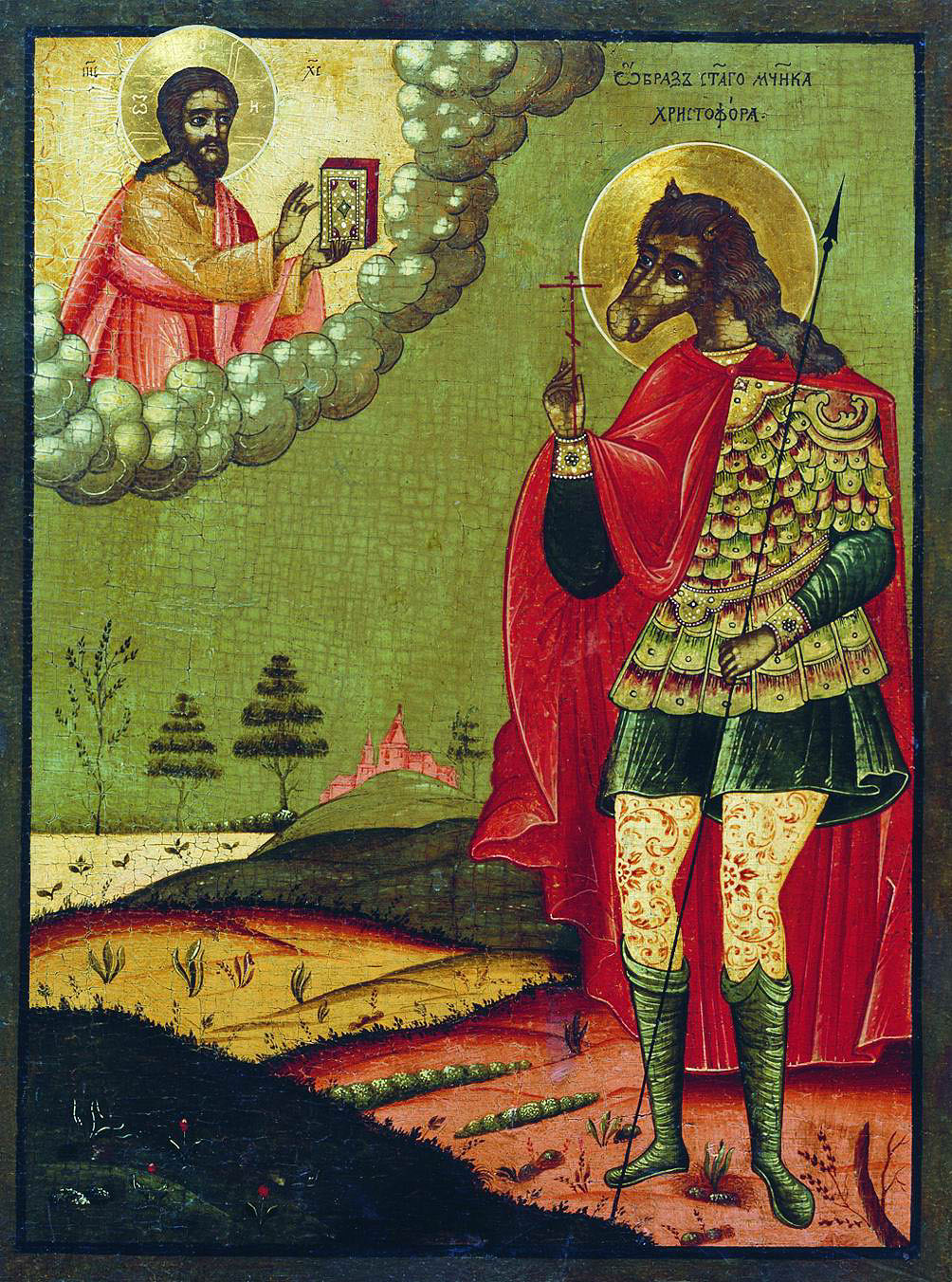
Русская икона святого Христофора. XVIII век.

У поляков существовали мифологические представления о лягушке с человеческим телом, о крылатой жабе и о мохнатой рыбе, у болгар — о кулике кроншнепе с телом младенца и о крылатом олене, у русских — о змее аспиде с клювом и хоботами, у сербов — о гибридах змеи и птиц, особенно петуха. В славянском фольклоре также упоминаются птица-дева, полукони-полурыбы, жар-птица, лев с человеческим лицом, павлин с головой лошади и т. д.
Полулюди в славянской мифологии сближаются с демонологическими персонажами. Представления о них пришли к славянам из античных и средневековых книг: сочинений Плиния и Геродота, «Александрии», «Луцидариуса», «Сказания об Индийском царстве», хроник и хронографов), в которых описываются гибриды с собаками, птицами, рыбами, лошадями, свиньями, люди со звериными ногами, рогами и т. п.
Был распространён образ мохнатых, не говорящих по-человечески, зачастую с отсутствующей одной рукой, ногой или с одним глазом, людоедов (диких людей): укр. сироїди, довгомуд/довгомудик, бел. дзикие людзи/дзики наруод, пол. ludzi niedowiarki, рус. оплетай, альбины.
Под влиянием древнегреческих сирен и средневековой Мелюзины возникли различные морские люди, гибриды человека с рыбами, топящие корабли. Чаще полурыбы были женского пола, мужские образы редки. Это украинские и белорусские морські люди, морскі панни, мелюзини, сирени, сарени; лужицкие morsky panny или wodny jungfry. В Галиции считали, что полурыбами становятся девушки, умершие в статусе невесты — люзони. Известны также белорусские вадзяныя каралеўны, марскія людзі, словен. morske deklice, восточнославянские фараонки (возникшие из египтян, утонувших во время погони за евреями по дну Красного моря).
У всех славян есть легенды о собакоголовых людях: таким изображали святого Христофора, орды Гога и Магога, украинских и хорватских одноглазых людоедов, в Закарпатье так представляли полчища татар. Также песьеглавцами могли изображаться украинские Змій, сироїд(-иха), Біда, Смерть. В Хорватии считали, что в собакоголовых превращаются грешники, в Словении так представляли одноглазого людоеда, в Истрии — одноглазого великана, в Родопах — караконджулов, в Черногории, Боснии и Хорватии — одноглазых демонов, пожирающих мёртвых и живых людей. Южные славяне также изображали собакоголовым Аттилу.